# Drepanophorus edwardsi
Drepanophorus edwardsi är en djurart som tillhör fylumet slemmaskar, och som beskrevs av Louis Joubin 1902. Drepanophorus edwardsi ingår i släktet Drepanophorus och familjen Drepanophoridae. Inga underarter finns listade i Catalogue of Life.